# Lista gatunków z rodzaju sit
Lista gatunków z rodzaju sit (Juncus L.) – lista gatunków rodzaju roślin należącego do rodziny sitowatych (Juncaceae Juss.). Według The Plant List w obrębie tego rodzaju znajduje się co najmniej 348 gatunków o nazwach zweryfikowanych i zaakceptowanych, podczas gdy kolejnych 36 taksonów ma status gatunków niepewnych (niezweryfikowanych).
Lista gatunków
- Juncus acuminatus Michx.

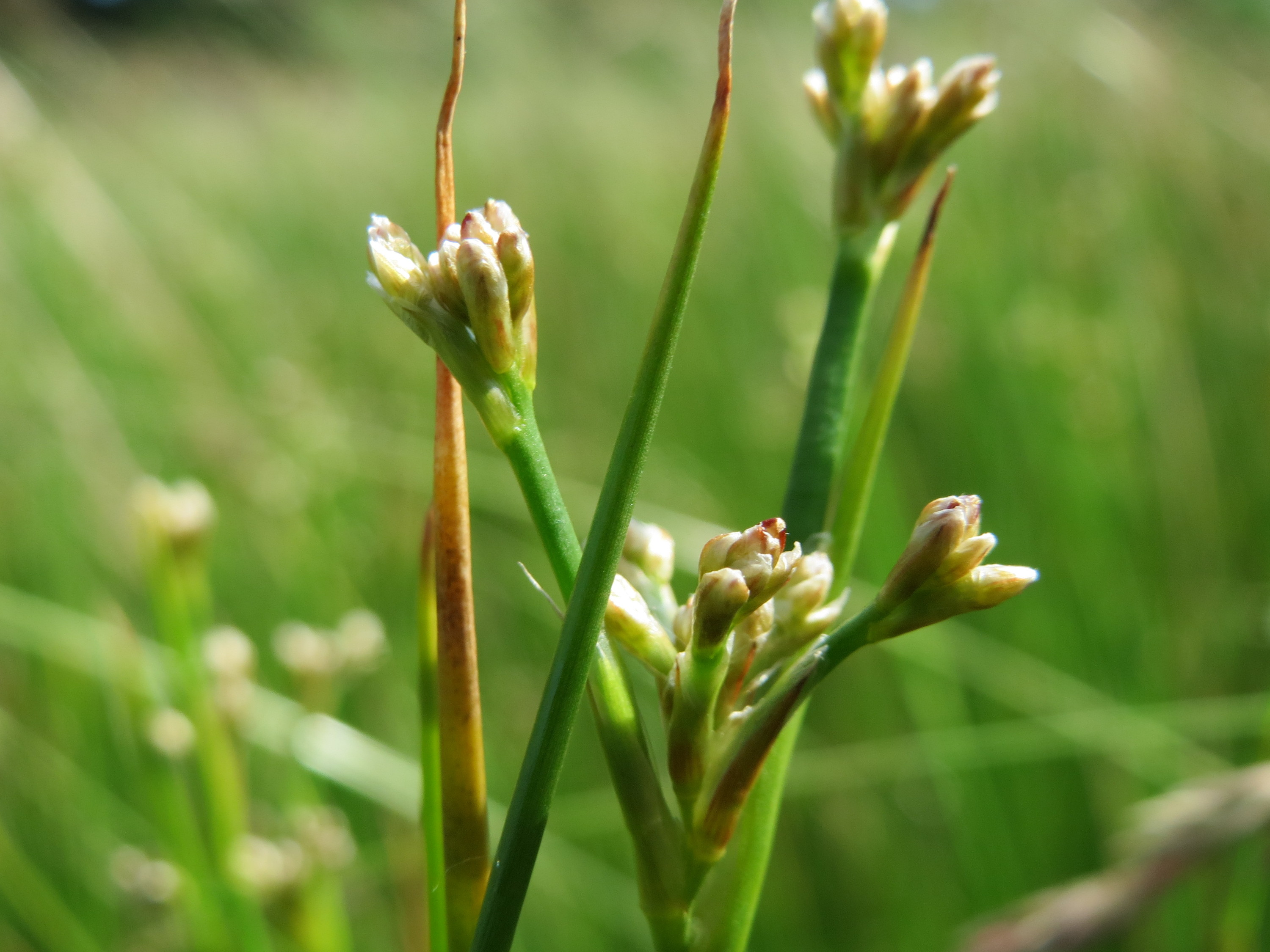
Juncus acutiflorus

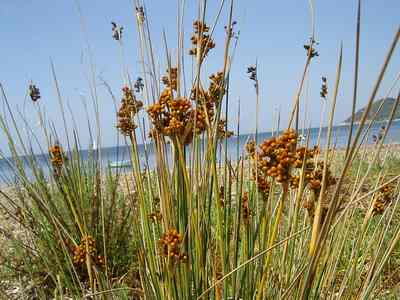
Juncus acutus

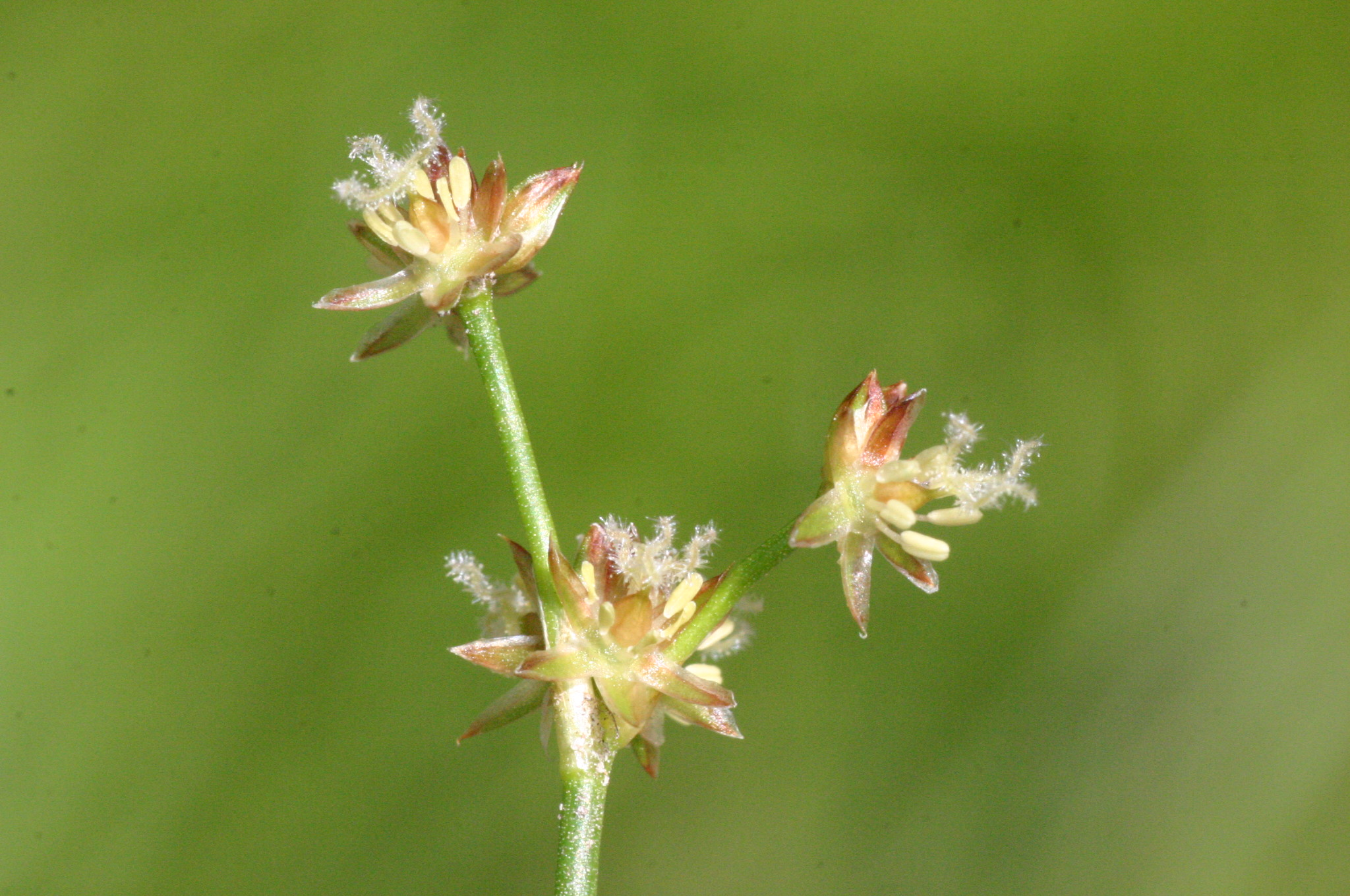
Juncus articulatus

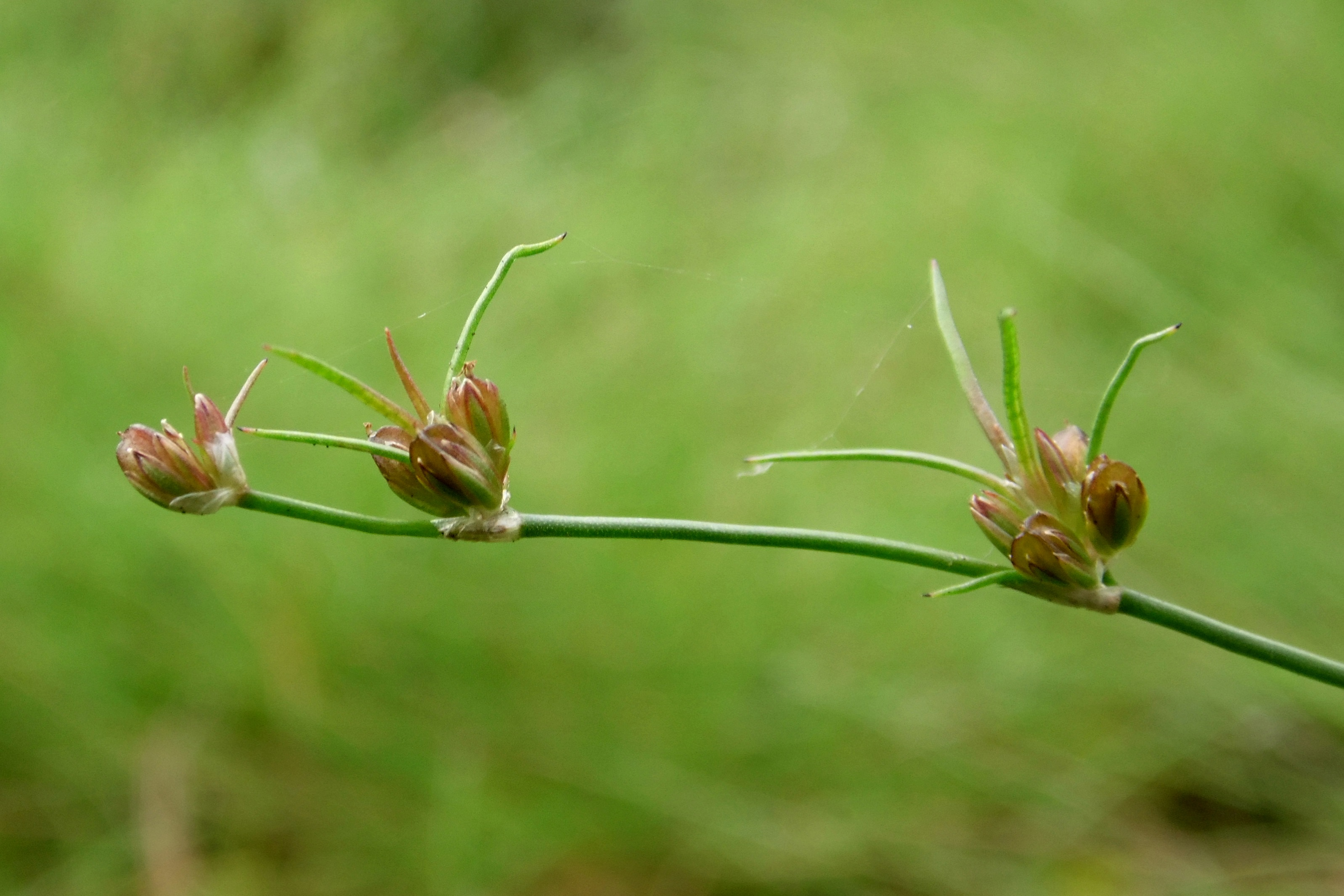
Juncus bulbosus

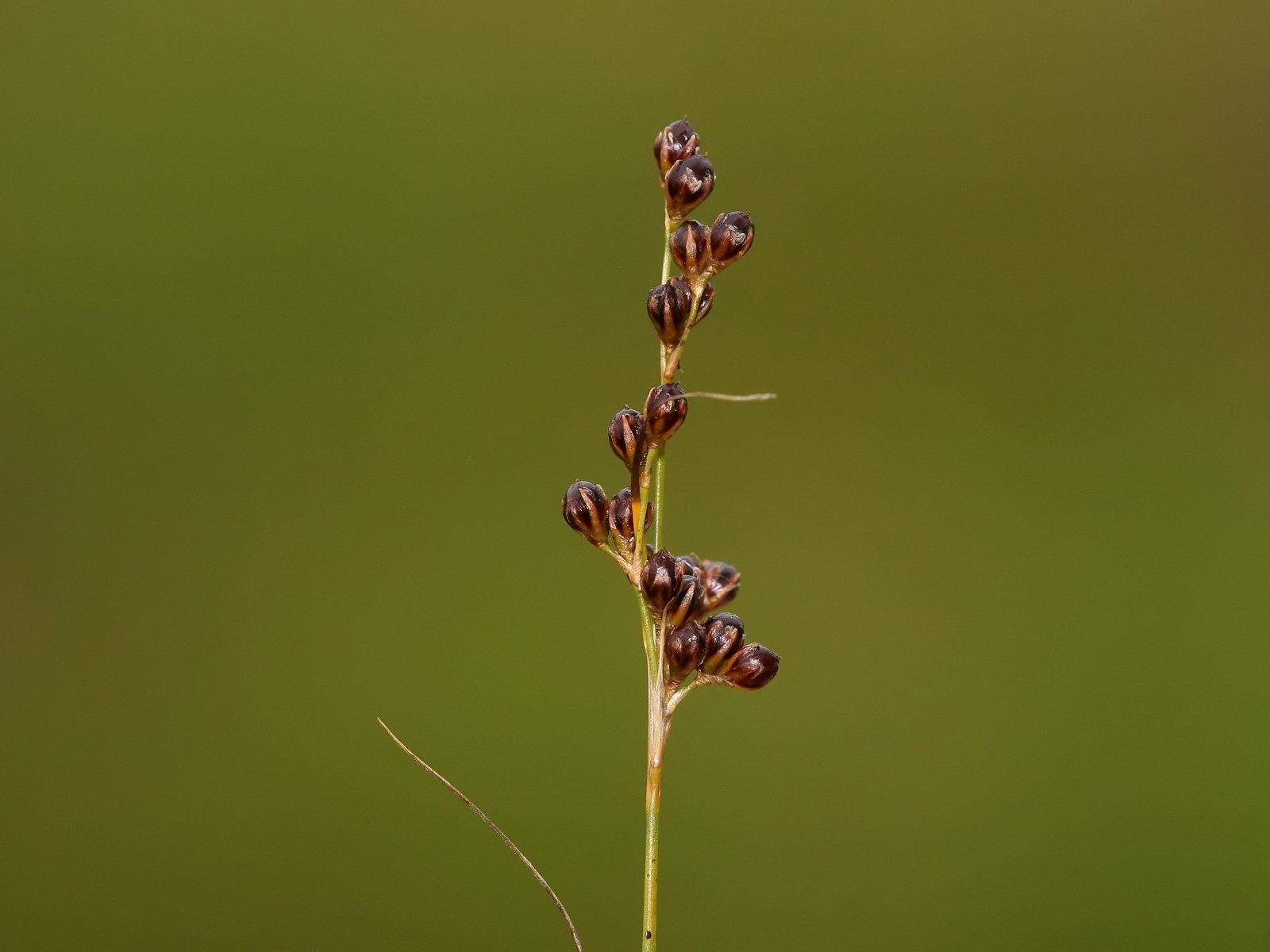
Juncus compressus

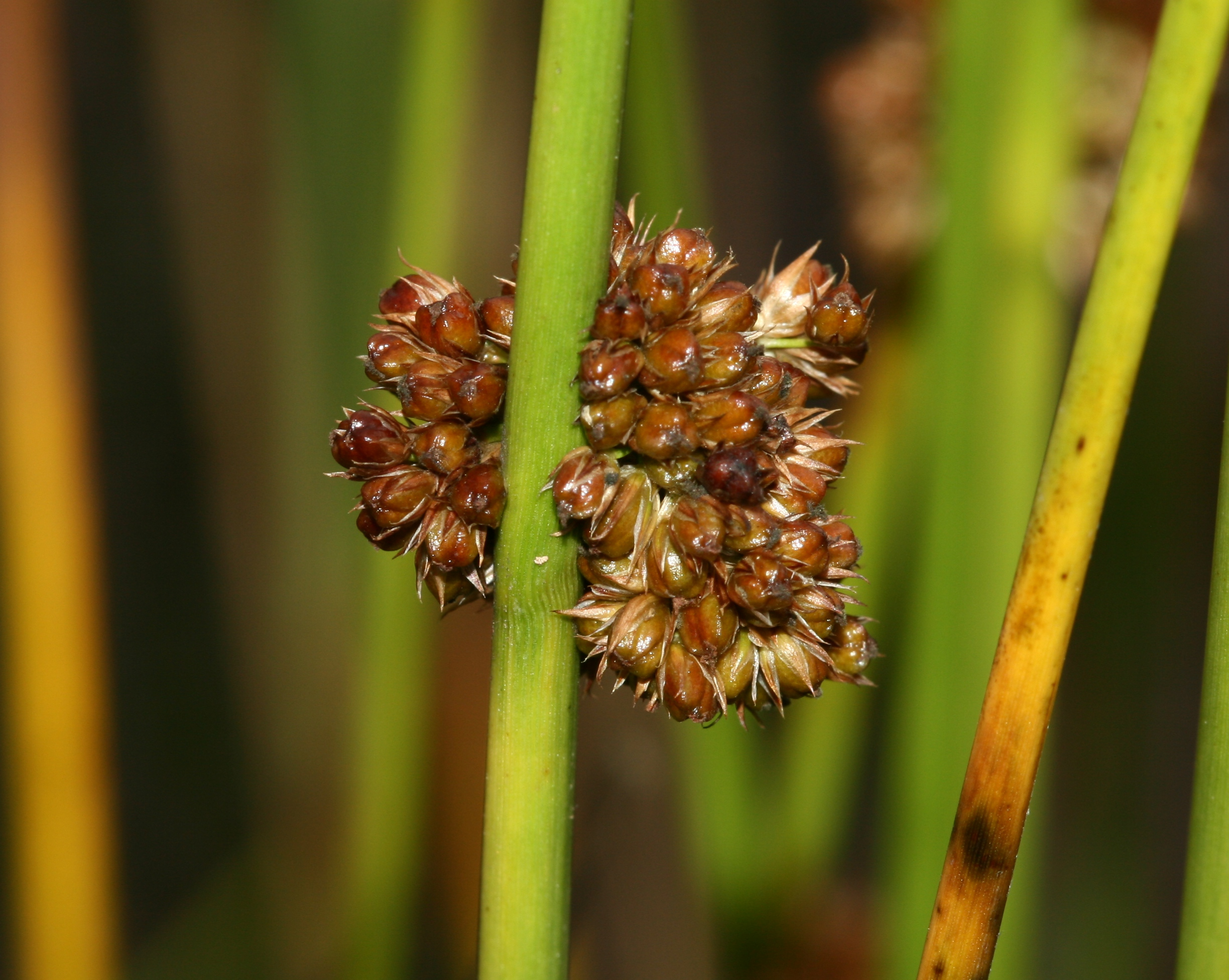
Juncus conglomeratus

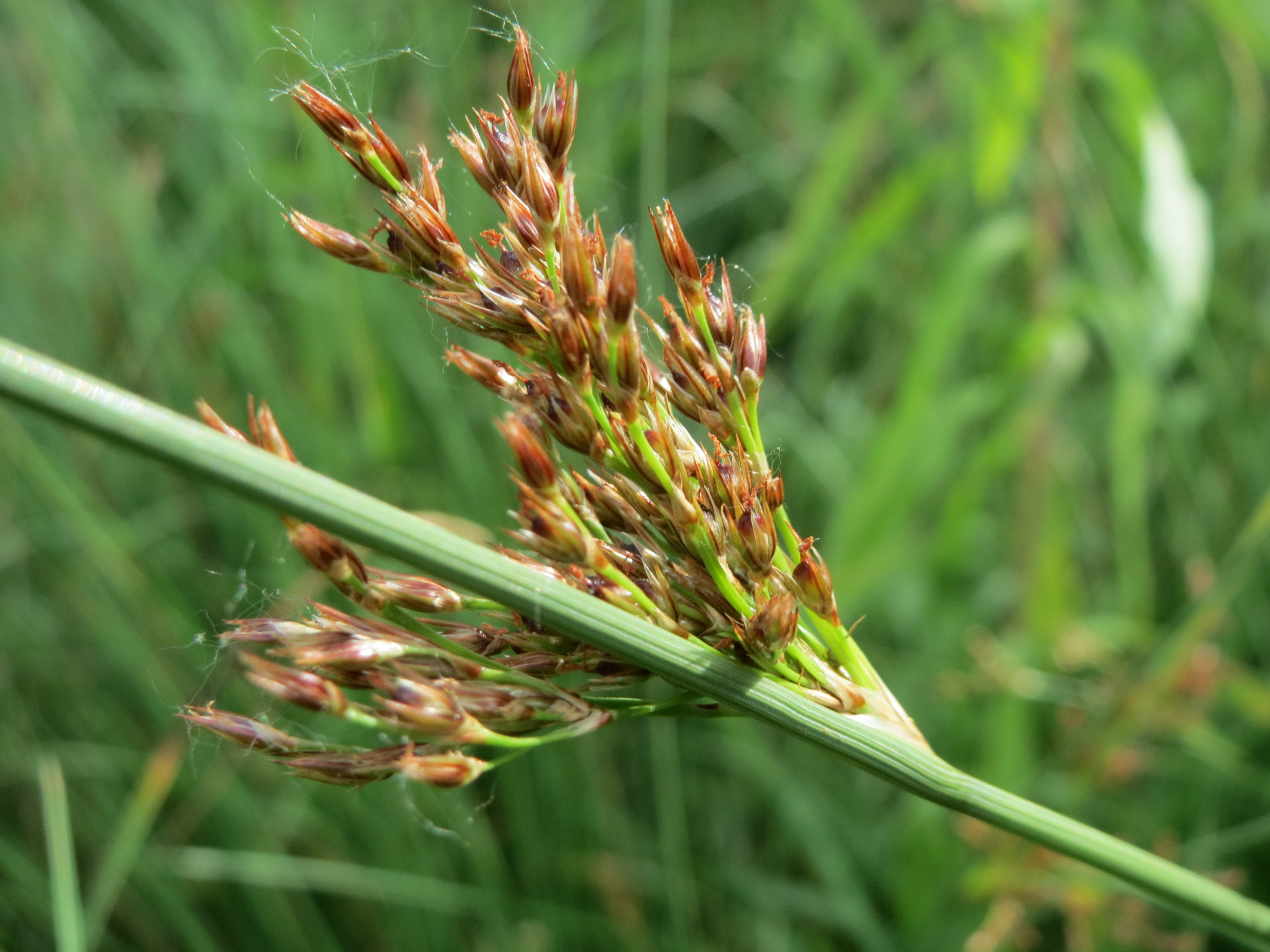
Juncus effusus

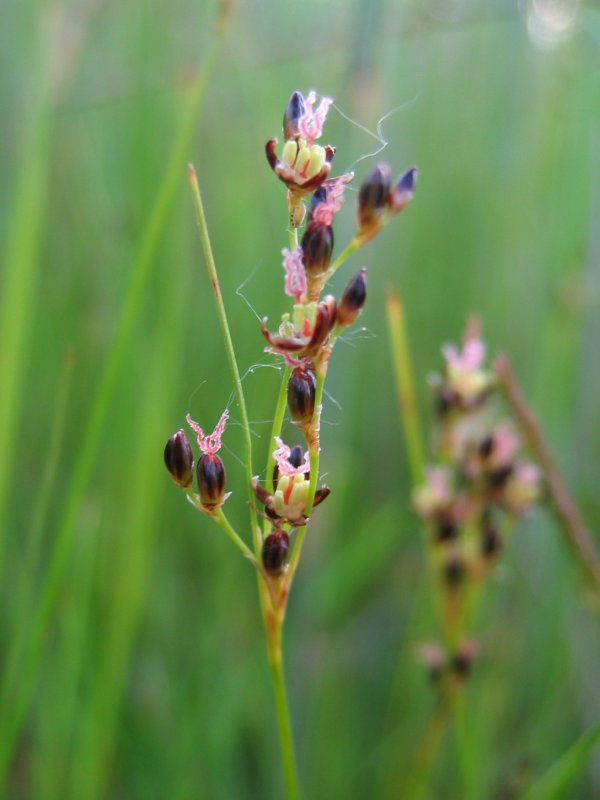
Juncus gerardii

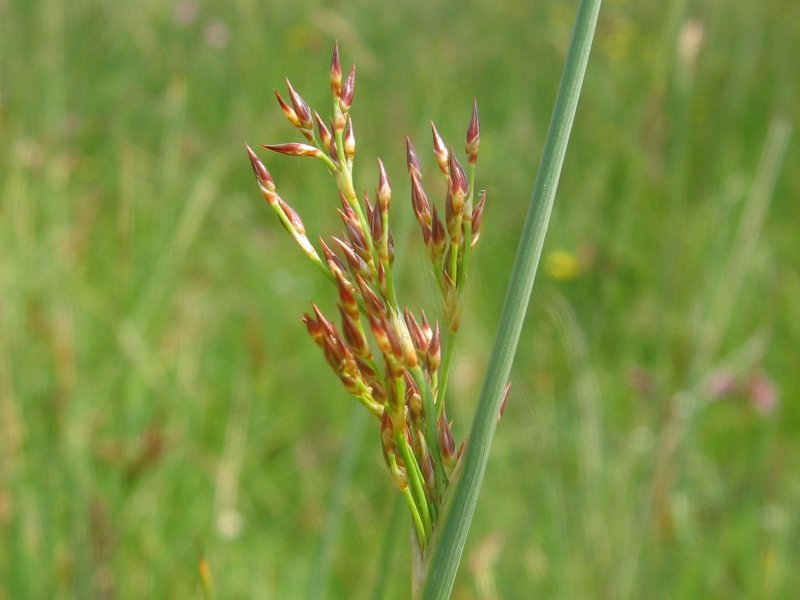
Juncus inflexus

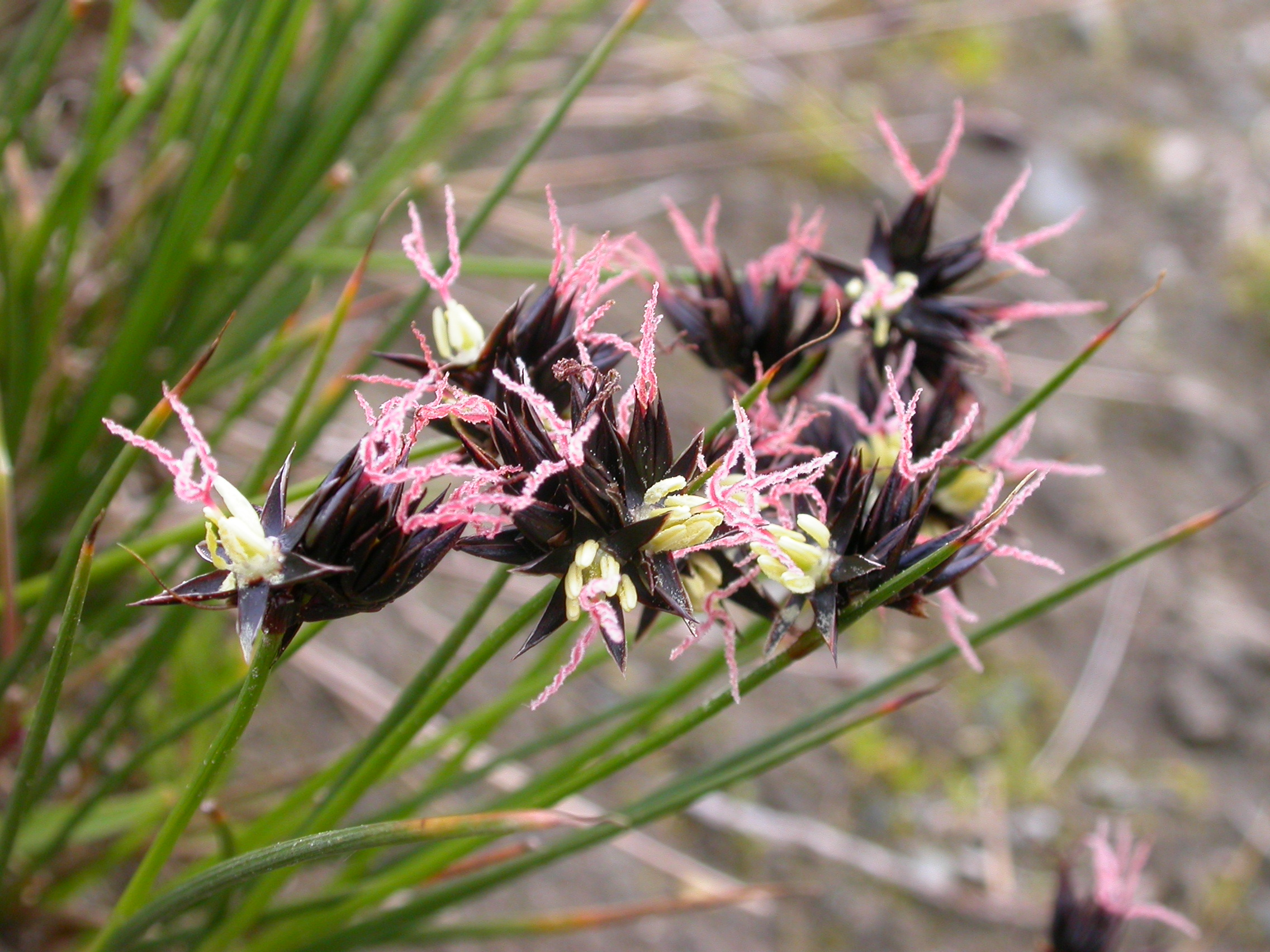
Juncus jacquinii

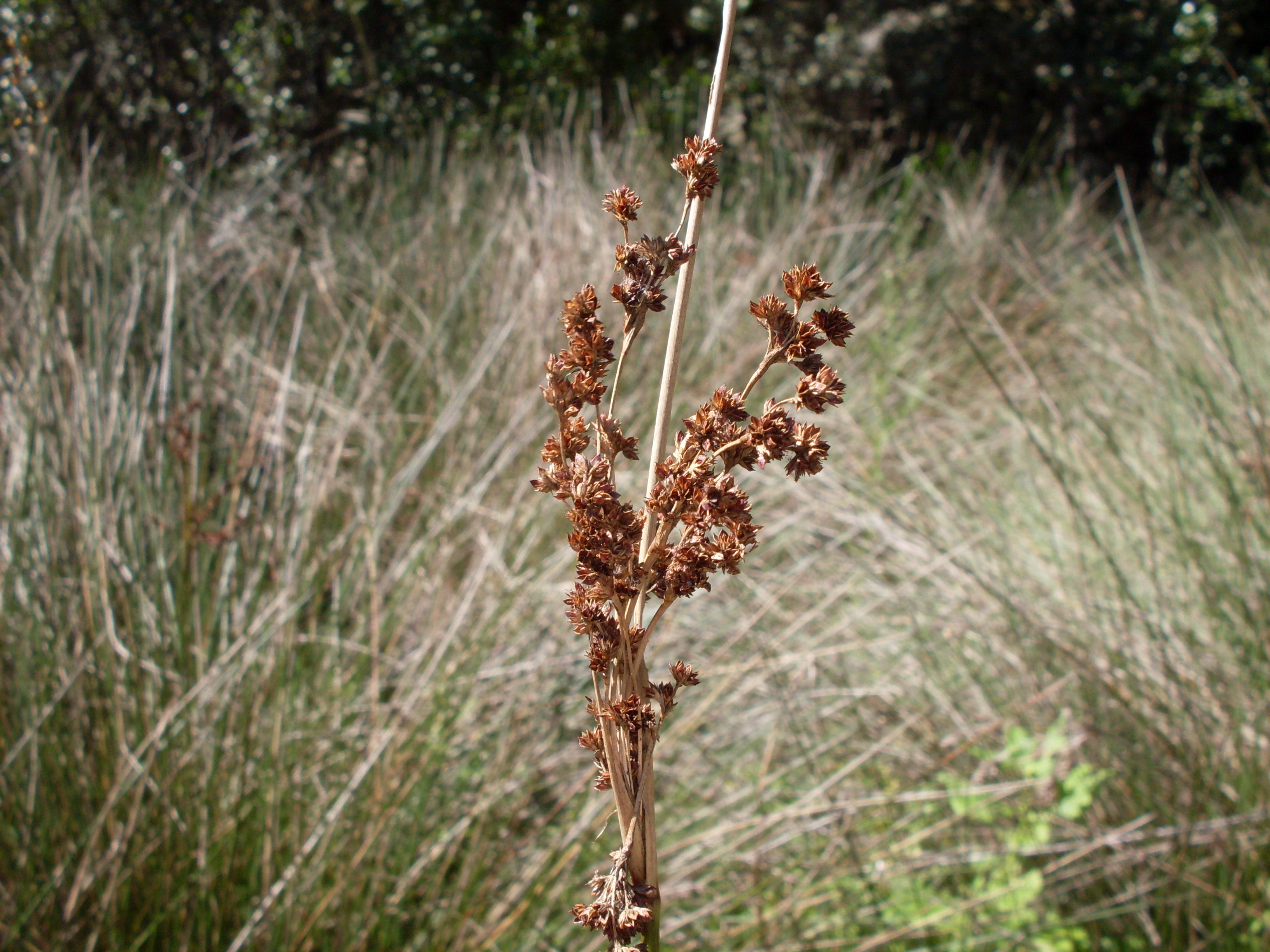
Juncus kraussii

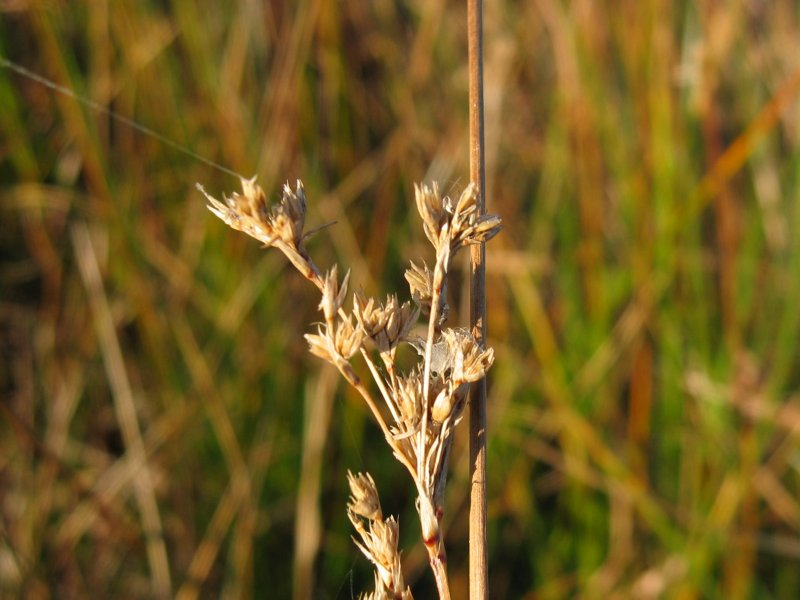
Juncus maritimus

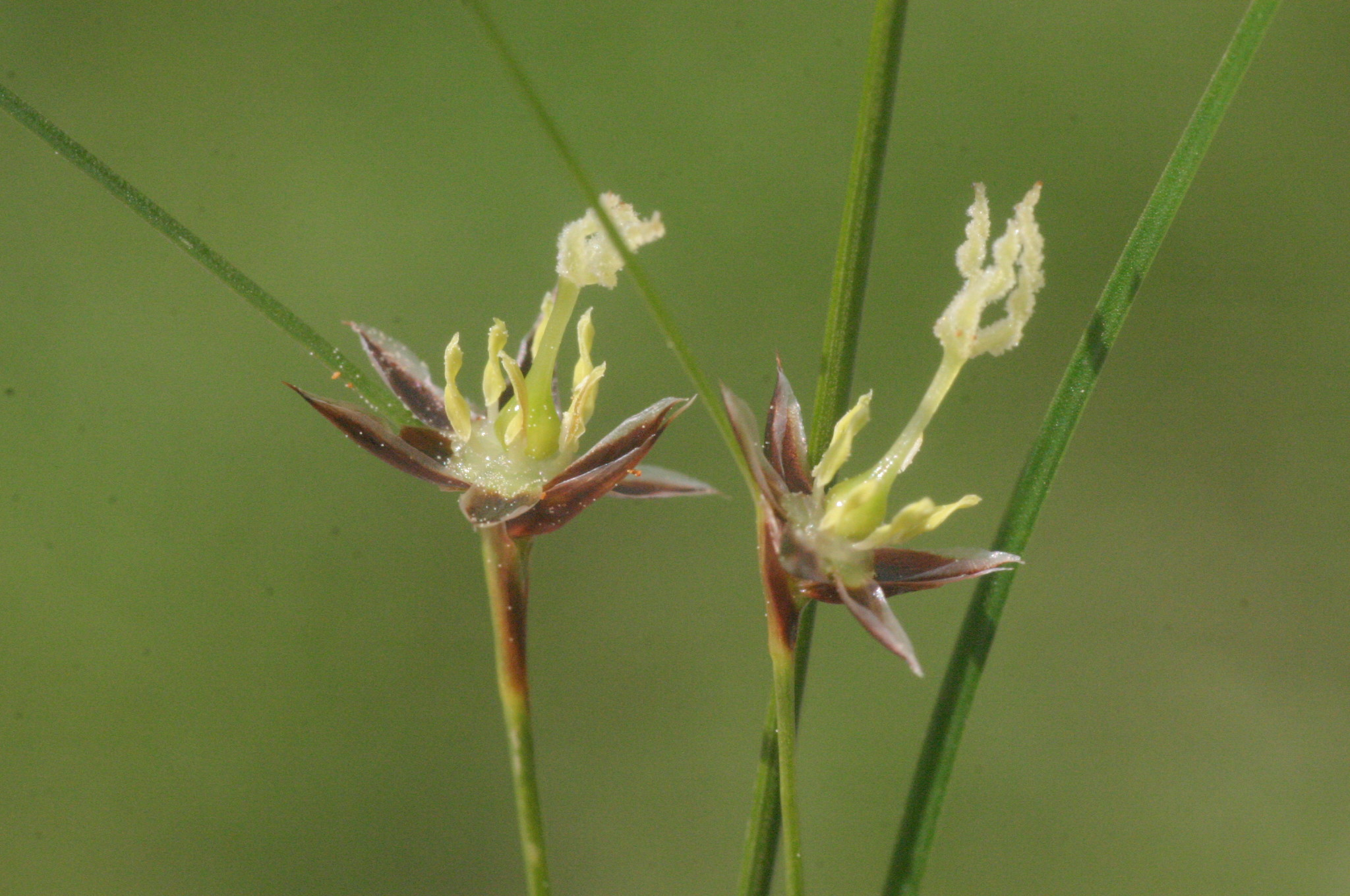
Juncus monanthos

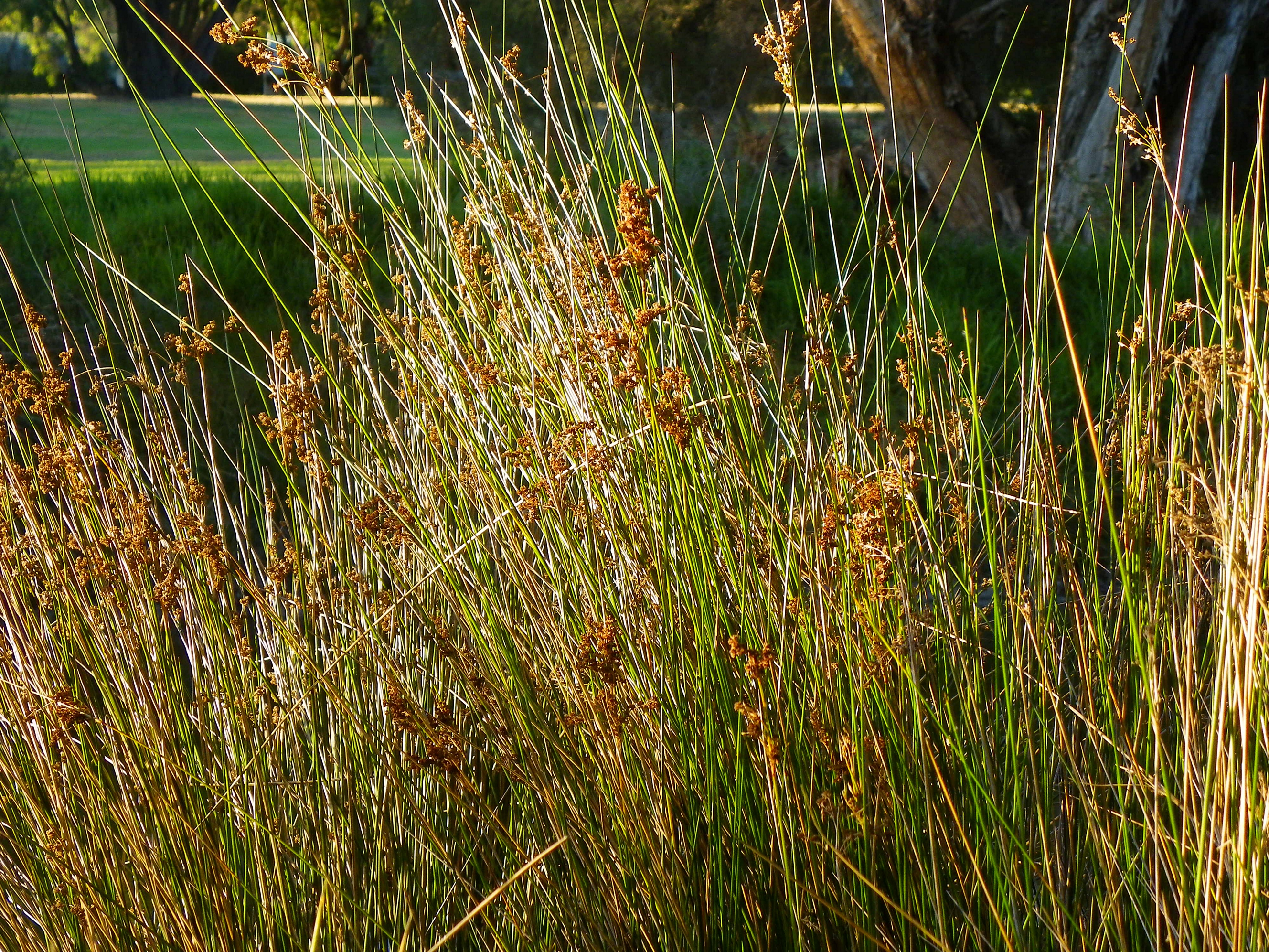
Juncus pallidus

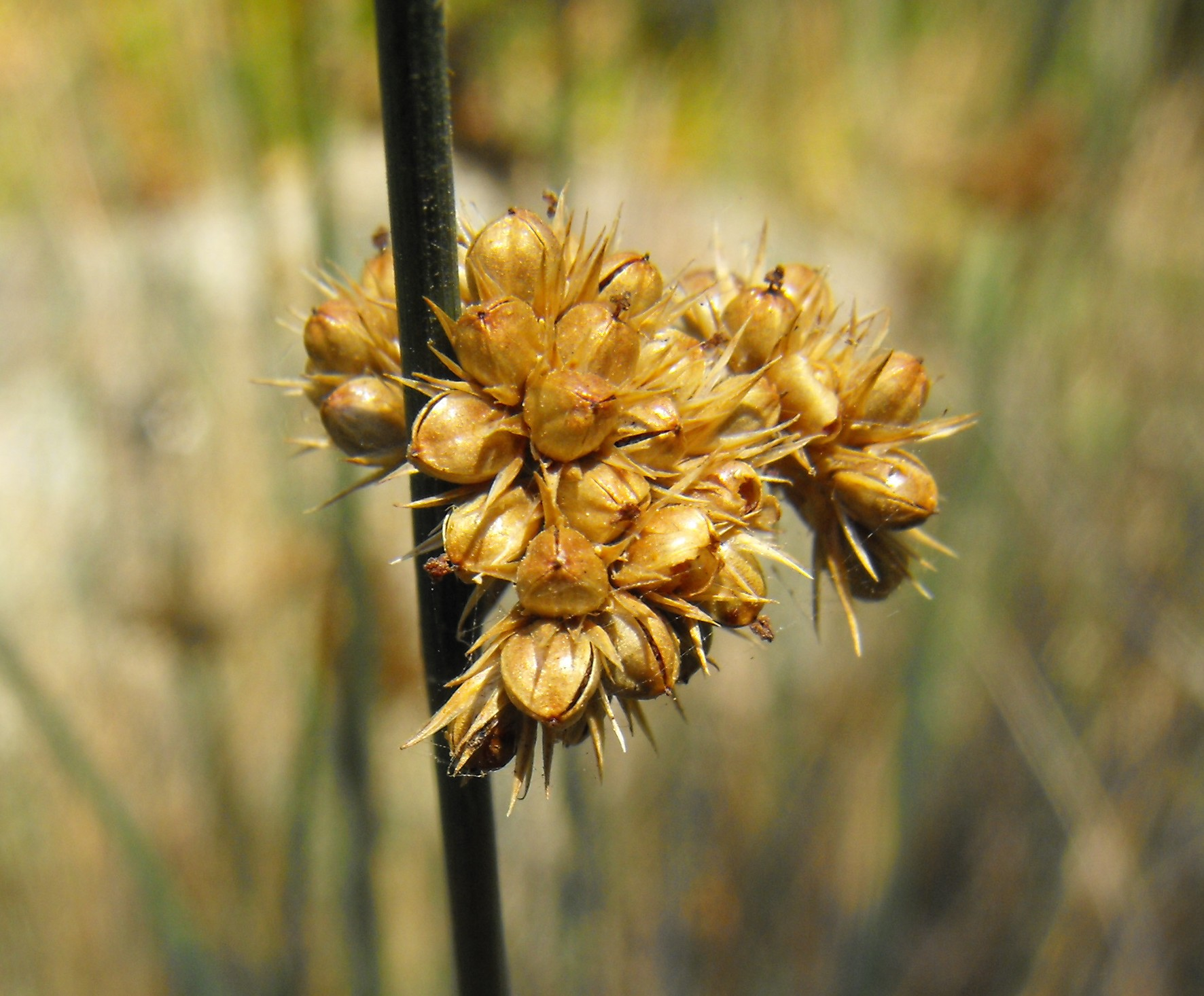
Juncus patens

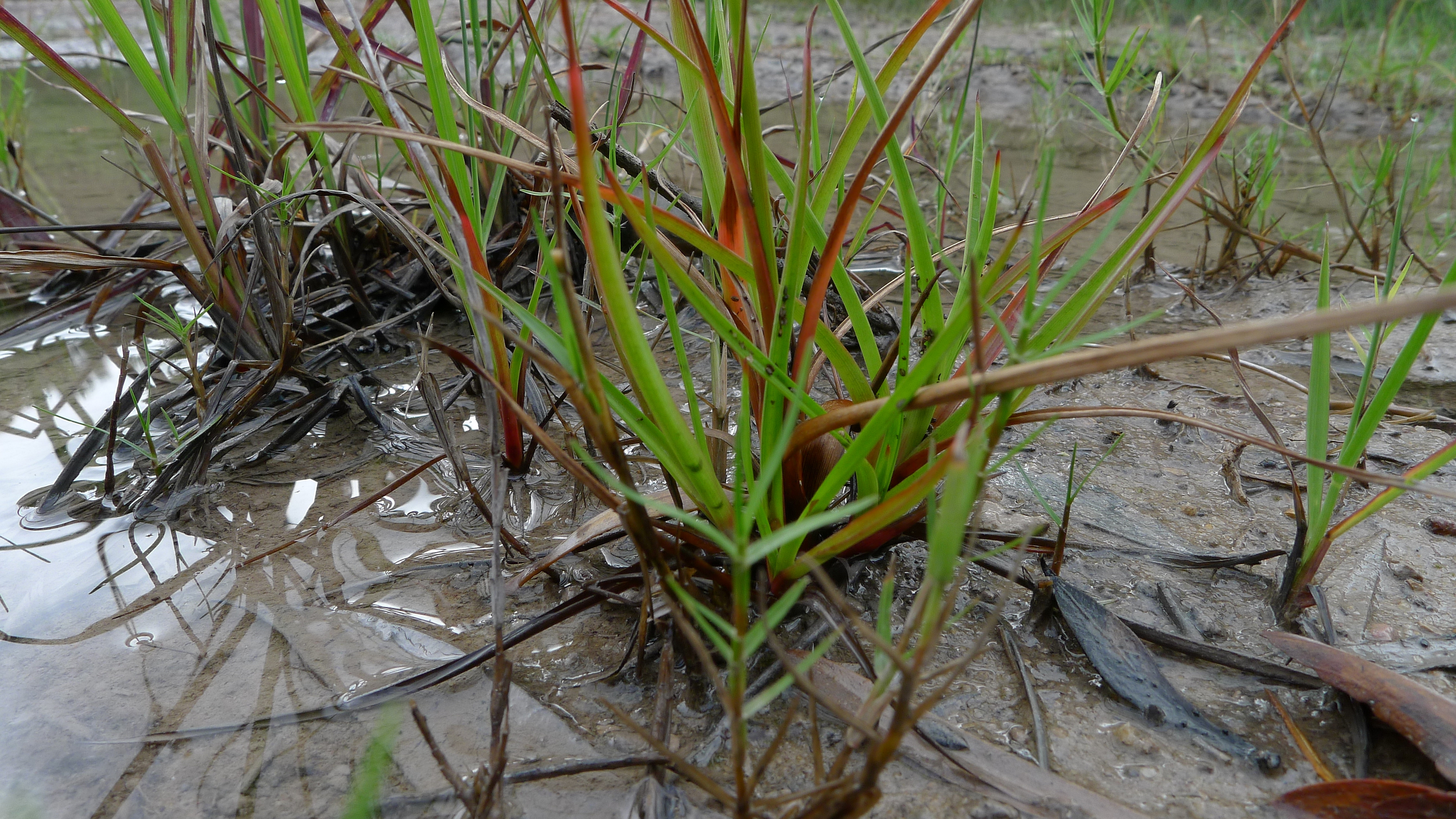
Juncus planifolius

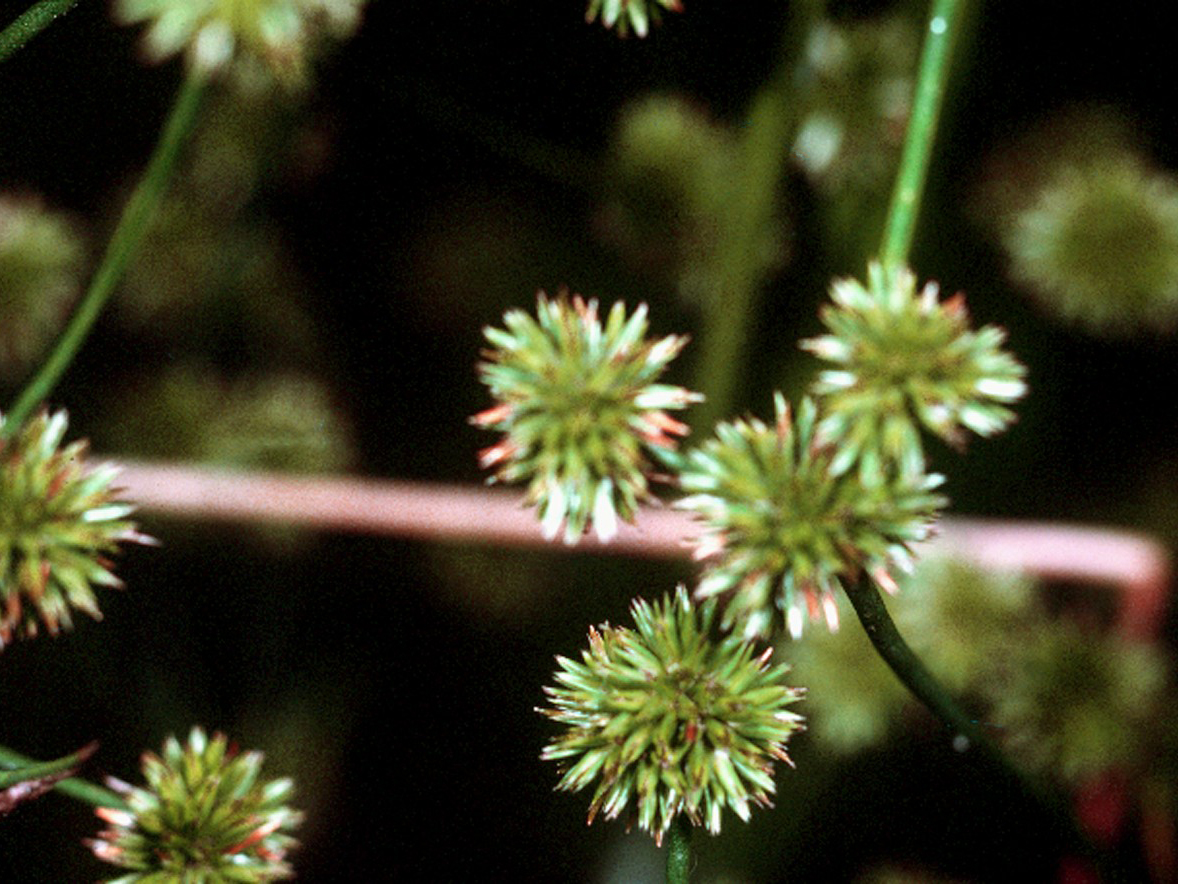
Juncus scirpoides

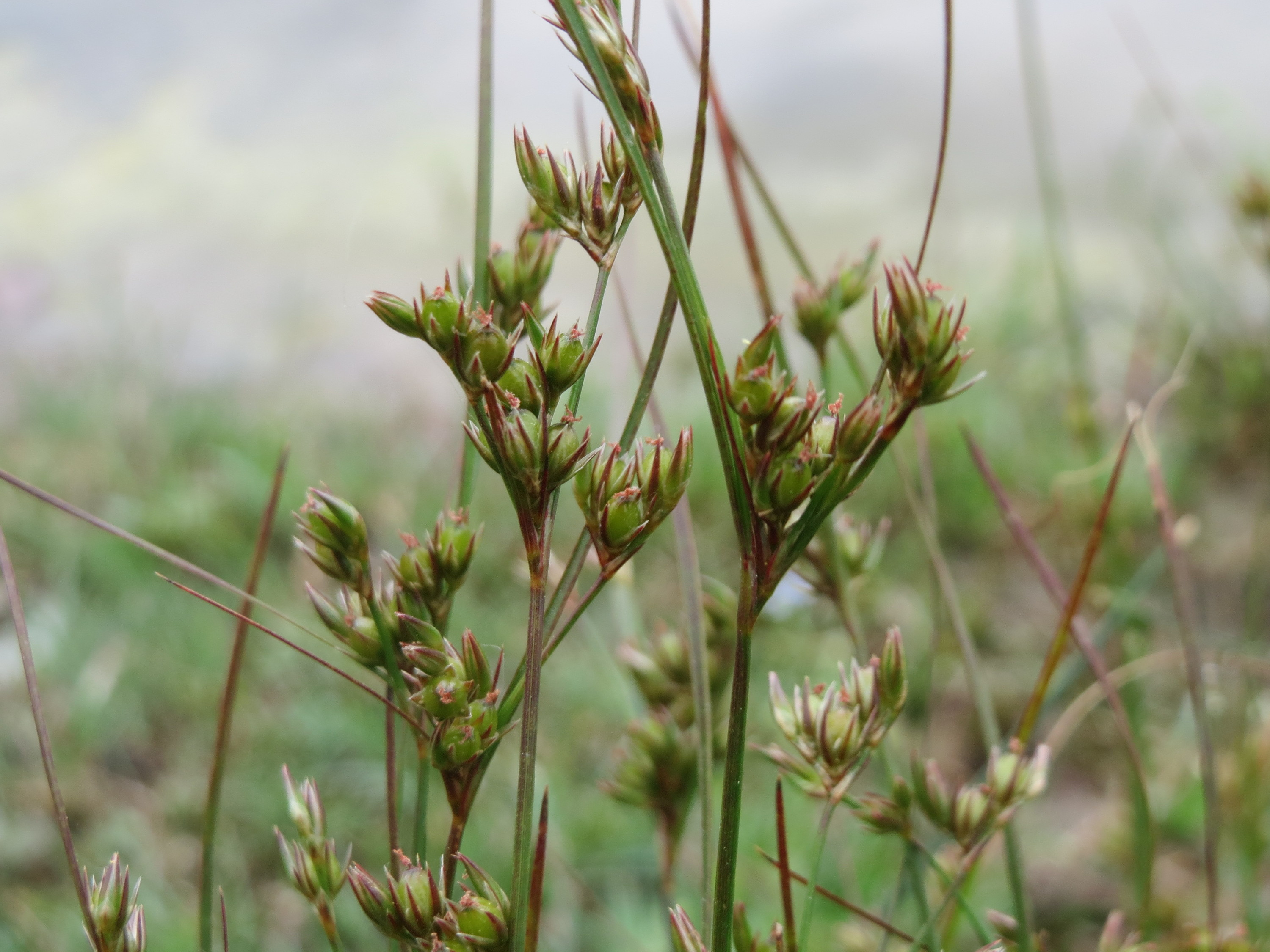
Juncus tenuis

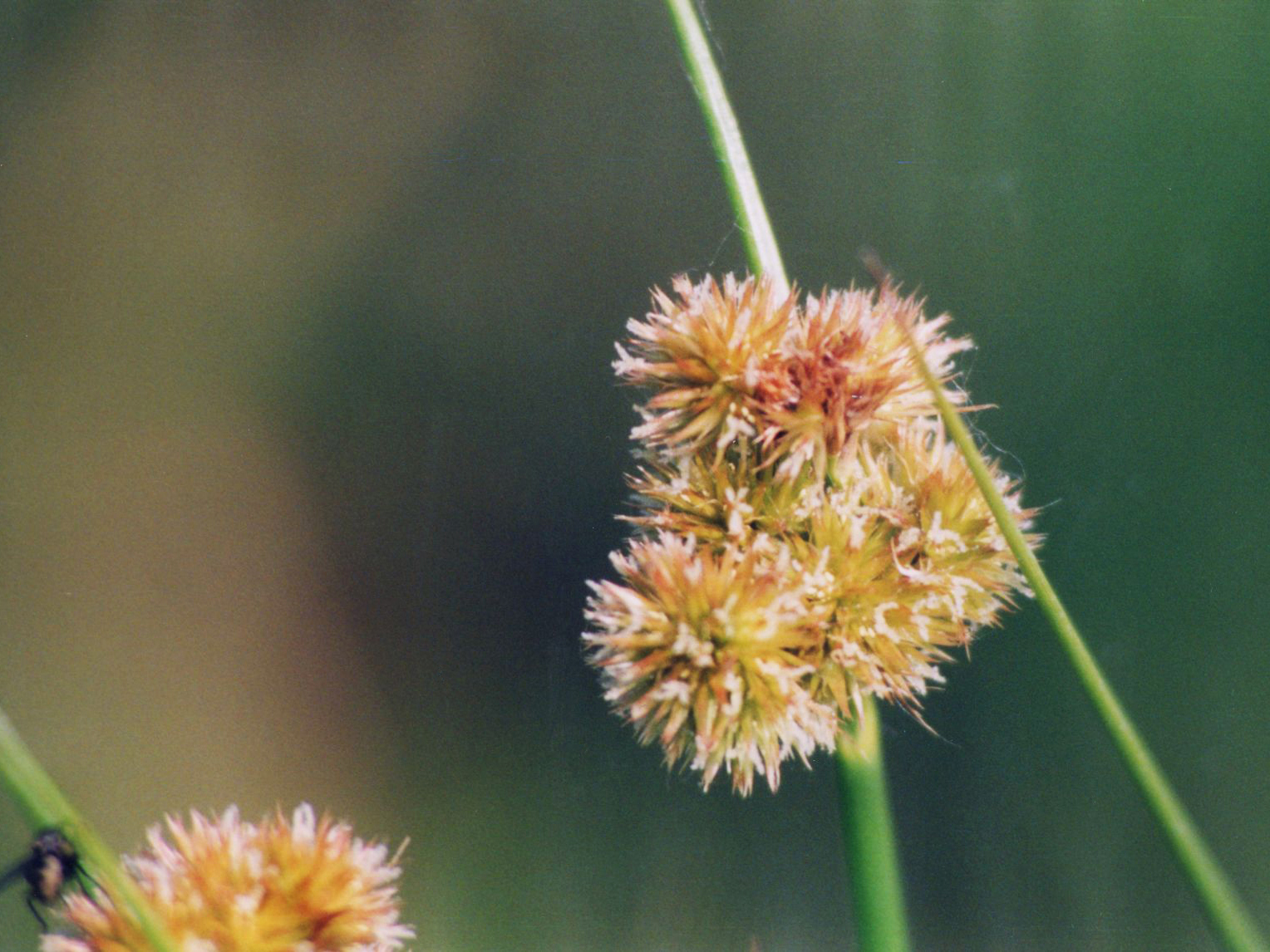
Juncus torreyi

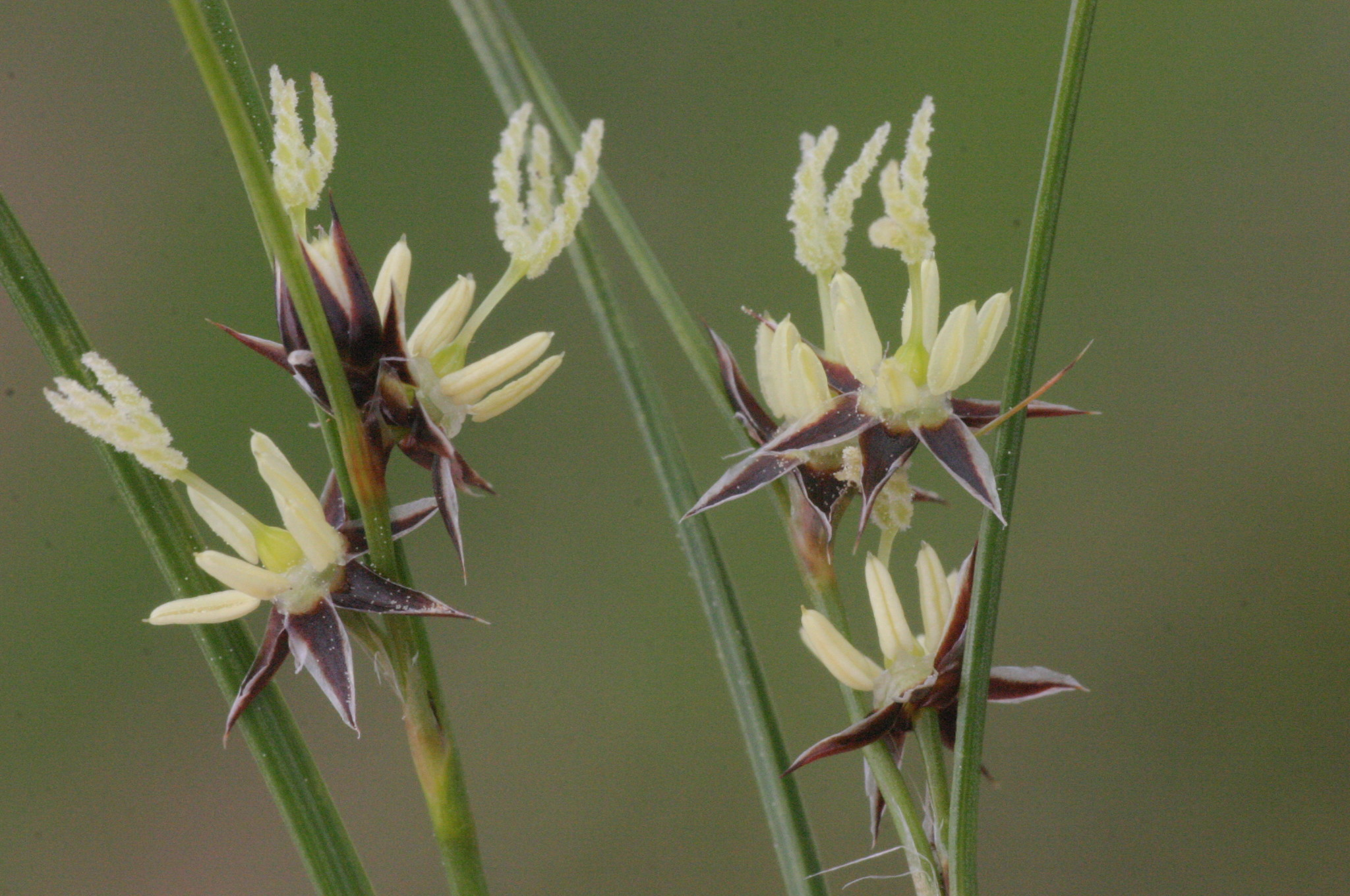
Juncus trifidus

- Juncus acutiflorus Ehrh. ex Hoffm. – sit ostrokwiatowy
- Juncus acutus L.
- Juncus aemulans Liebm.
- Juncus alatus Franch. & Sav.
- Juncus alexandri L.A.S.Johnson
- Juncus allioides Franch.
- Juncus alpigenus K.Koch
- Juncus alpinoarticulatus Chaix – sit alpejski
- Juncus amabilis Edgar
- Juncus amplifolius A.Camus
- Juncus amuricus (Maxim.) V.I.Krecz. & Gontsch.
- Juncus anatolicus Snogerup
- Juncus anceps Laharpe
- Juncus andersonii Buchenau
- Juncus antarcticus Hook.f.
- Juncus anthelatus (Wiegand) R.E.Brooks & Whittem.
- Juncus arcticus Willd.
- Juncus aridicola L.A.S.Johnson
- Juncus articulatus L. – sit członowaty
- Juncus astreptus L.A.S.Johnson
- Juncus atratus Krock. – sit czarny
- Juncus australis Hook.f.
- Juncus balticus Willd. – sit bałtycki
- Juncus bassianus L.A.S.Johnson
- Juncus benghalensis Kunth
- Juncus beringensis Buchenau
- Juncus biflorus Elliott
- Juncus biglumis L.
- Juncus biglumoides H.Hara
- Juncus bolanderi Engelm.
- Juncus brachycarpus Engelm.
- Juncus brachycephalus (Engelm.) Buchenau
- Juncus brachyphyllus Wiegand
- Juncus brachyspathus Maxim.
- Juncus brachystigma Sam.
- Juncus brasiliensis Breistr.
- Juncus brevibracteus L.A.S.Johnson
- Juncus brevicaudatus (Engelm.) Fernald
- Juncus breviculmis Balslev
- Juncus breweri Engelm.
- Juncus bryoides F.J.Herm.
- Juncus bryophilus W.W.Sm.
- Juncus bufonius L. – sit dwudzielny
- Juncus bulbosus L. – sit drobny
- Juncus burkartii Barros
- Juncus caesariensis Coville
- Juncus caespiticius E.Mey.
- Juncus canadensis J.Gay ex Laharpe
- Juncus capensis Thunb.
- Juncus capillaceus Lam.
- Juncus capillaris F.J.Herm.
- Juncus capitatus Weigel – sit główkowaty
- Juncus castaneus Sm.
- Juncus cephalostigma Sam.
- Juncus cephalotes Thunb.
- Juncus chiapasensis Balslev
- Juncus chlorocephalus Engelm.
- Juncus chrysocarpus Buchenau
- Juncus clarkei Buchenau
- Juncus compressus Jacq. – sit ściśniony
- Juncus concinnus D.Don
- Juncus concolor Sam.
- Juncus confusus Coville
- Juncus conglomeratus L. – sit skupiony
- Juncus continuus L.A.S.Johnson
- Juncus cooperi Engelm.
- Juncus cordobensis Barros
- Juncus coriaceus Mack.
- Juncus covillei Piper
- Juncus crassistylus A.Camus
- Juncus curtisiae L.A.S.Johnson
- Juncus curvatus Buchenau
- Juncus cyperoides Laharpe
- Juncus debilis A.Gray
- Juncus decipiens (Buchenau) Nakai
- Juncus densiflorus Kunth
- Juncus deosaicus Noltie
- Juncus diastrophanthus Buchenau
- Juncus dichotomus Elliott
- Juncus diemii Barros
- Juncus diffusissimus Buckley
- Juncus digitatus C.W.Witham & Zika
- Juncus distegus Edgar
- Juncus dolichanthus L.A.S.Johnson
- Juncus dongchuanensis K.F.Wu
- Juncus dregeanus Kunth
- Juncus drummondii E.Mey.
- Juncus dubius Engelm.
- Juncus dudleyi Wiegand
- Juncus dulongjiongensis Novikov
- Juncus durus L.A.S.Johnson & K.L.Wilson
- Juncus duthiei (C.B.Clarke) Noltie
- Juncus ebracteatus E.Mey.
- Juncus echinocephalus Balslev
- Juncus ecuadoriensis Balslev
- Juncus edgariae L.A.S.Johnson & K.L.Wilson
- Juncus effusus L. – sit rozpierzchły
- Juncus elbrusicus Galushko
- Juncus elliottii Chapm.
- Juncus emmanuelis A.Fern. & J.G.García
- Juncus engleri Buchenau
- Juncus ensifolius Wikstr.
- Juncus equisetinus Proskur.
- Juncus ernesti-barrosi Barros
- Juncus exiguus (Fernald & Wiegand) Lint ex Snogerup & P.F.Zika
- Juncus exsertus Buchenau
- Juncus falcatus E.Mey.
- Juncus fauriei Lév. & Vaniot
- Juncus fauriensis Buchenau
- Juncus filicaulis Buchenau
- Juncus filiformis L. – sit cienki
- Juncus filipendulus Buckley
- Juncus fimbristyloides Noltie
- Juncus firmus L.A.S.Johnson
- Juncus flavidus L.A.S.Johnson
- Juncus fockei Buchenau
- Juncus foliosus Desf.
- Juncus fominii Zoz
- Juncus fontanesii J.Gay ex Laharpe
- Juncus fugongensis S.Y.Bao
- Juncus ganeshii Miyam. & H.Ohba
- Juncus georgianus Coville
- Juncus gerardii Loisel. – sit Gerarda
- Juncus giganteus Sam.
- Juncus glaucoturgidus Noltie
- Juncus gonggae Miyam. & H.Ohba
- Juncus gracilicaulis A.Camus
- Juncus gracillimus (Buchenau) V.I.Krecz. & Gontsch.
- Juncus greenei Oakes & Tuck.
- Juncus gregiflorus L.A.S.Johnson
- Juncus grisebachii Buchenau
- Juncus guadeloupensis Buchenau & Urb.
- Juncus gubanovii Novikov
- Juncus gymnocarpus Coville
- Juncus haenkei E.Mey.
- Juncus hallii Engelm.
- Juncus harae Miyam. & H.Ohba
- Juncus heldreichianus T.Marsson ex Parl.
- Juncus hemiendytus F.J.Herm.
- Juncus heptopotamicus V.I.Krecz. & Gontsch.
- Juncus hesperius (Piper) Lint
- Juncus heterophyllus Dufour
- Juncus himalensis Klotzsch
- Juncus holoschoenus R.Br.
- Juncus homalocaulis F.Muell. ex Benth.
- Juncus howellii F.J.Herm.
- Juncus hybridus Brot.
- Juncus hydrophilus Noltie
- Juncus imbricatus Laharpe
- Juncus inflexus L. – sit siny
- Juncus ingens N.A.Wakef.
- Juncus interior Wiegand
- Juncus jacquinii L.
- Juncus jaxarticus V.I.Krecz. & Gontsch.
- Juncus jinpingensis S.Y.Bao
- Juncus kelloggii Engelm.
- Juncus khasiensis Buchenau
- Juncus kingii Rendle
- Juncus kleinii Barros
- Juncus krameri Franch. & Sav.
- Juncus kraussii Hochst.
- Juncus laccatus P.F.Zika
- Juncus laeviusculus L.A.S.Johnson
- Juncus lancangensis Y.Y.Qian
- Juncus leiospermus F.J.Herm.
- Juncus leptospermus Buchenau
- Juncus lesueurii Bol.
- Juncus leucanthus Royle ex D.Don
- Juncus leucomelas Royle ex D.Don
- Juncus liebmannii J.F.Macbr.
- Juncus littoralis C.A.Mey.
- Juncus llanquihuensis Barros
- Juncus lomatophyllus Spreng.
- Juncus longiflorus (A.Camus) Noltie
- Juncus longii Fernald
- Juncus longirostris Kuvaev
- Juncus longistamineus A.Camus
- Juncus longistylis Torr.
- Juncus luciensis Ertter
- Juncus luzuliformis Franch.
- Juncus macrandrus Coville
- Juncus macrantherus V.I.Krecz. & Gontsch.
- Juncus macrophyllus Coville
- Juncus marginatus Rostk.
- Juncus maritimus Lam. – sit morski
- Juncus maroccanus Kirschner
- Juncus maximowiczii Buchenau
- Juncus megacephalus M.A.Curtis
- Juncus megalophyllus S.Y.Bao
- Juncus meianthus L.A.S.Johnson ex K.L.Wilson
- Juncus membranaceus Royle
- Juncus mertensianus Bong.
- Juncus micranthus Schrad. ex E.Mey.
- Juncus microcephalus Kunth
- Juncus milashanensis A.M.Lu & Z.Y.Zhang
- Juncus militaris Bigelow
- Juncus minimus Buchenau
- Juncus minutulus (Albert & Jahand.) Prain – sit maleńki
- Juncus miyiensis K.F. Wu
- Juncus modicus N.E.Br.
- Juncus mollis L.A.S.Johnson
- Juncus monanthos Jacq.
- Juncus mustangensis Miyam. & H.Ohba
- Juncus nastanthus V. Krecz. & Bobr.
- Juncus nepalicus Miyam. & H.Ohba
- Juncus nevadensis S.Watson
- Juncus nodatus Coville
- Juncus nodosus L.
- Juncus novae-zelandiae Hook.f.
- Juncus nupela Veldkamp
- Juncus obliquus Adamson
- Juncus occidentalis Wiegand
- Juncus ochraceus Buchenau
- Juncus ochrocoleus L.A.S.Johnson
- Juncus orchonicus Novikov
- Juncus orientalis Filimonova
- Juncus orthophyllus Coville
- Juncus oxycarpus E.Mey. ex Kunth
- Juncus oxymeris Engelm.
- Juncus pallescens Lam.
- Juncus pallidus R.Br.
- Juncus paludosus E.L.Bridges & Orzell
- Juncus papillosus Franch. & Sav.
- Juncus parryi Engelm.
- Juncus patens E.Mey.
- Juncus pauciflorus R.Br.
- Juncus pelocarpus E.Mey.
- Juncus perpusillus Sam.
- Juncus persicus Boiss.
- Juncus pervetus Fernald
- Juncus phaeanthus L.A.S.Johnson
- Juncus phaeocephalus Engelm.
- Juncus pictus Steud.
- Juncus planifolius R.Br.
- Juncus polyanthemus Buchenau
- Juncus polycephalus Michx.
- Juncus potaninii Buchenau
- Juncus prismatocarpus R.Br.
- Juncus procerus E.Mey.
- Juncus prominens (Buchenau) Miyabe & Kudo
- Juncus przewalskii Buchenau
- Juncus psammophilus L.A.S.Johnson
- Juncus punctorius L.f.
- Juncus pusillus Buchenau
- Juncus pygmaeus Rich. ex Thuill.
- Juncus pylaei Laharpe
- Juncus radula Buchenau
- Juncus ramboi Barros
- Juncus ranarius Songeon & E.P.Perrier – sit żabi
- Juncus ratkowskyanus L.A.S.Johnson
- Juncus rechingeri Snogerup
- Juncus regelii Buchenau
- Juncus remotiflorus L.A.S.Johnson
- Juncus repens Michx.
- Juncus requienii Parl.
- Juncus revolutus R.Br.
- Juncus rigidus Desf.
- Juncus roemerianus Scheele
- Juncus rohtangensis Goel & Aswal
- Juncus rupestris Kunth
- Juncus salsuginosus Turcz. ex C.A.Mey.
- Juncus sandwithii Lourteig
- Juncus sarophorus L.A.S.Johnson
- Juncus saximontanus A.Nelson
- Juncus scabriusculus Kunth
- Juncus scheuchzerioides Gaudich.
- Juncus scirpoides Lam.
- Juncus secundus P.Beauv. ex Poir.
- Juncus semisolidus L.A.S.Johnson
- Juncus setchuensis Buchenau
- Juncus sherei Miyam. & H.Ohba
- Juncus sikkimensis Hook.f.
- Juncus socotranus (Buchenau) Snogerup
- Juncus sonderianus Buchenau
- Juncus soranthus Schrenk
- Juncus sorrentinii Parl.
- Juncus sparganiifolius Boiss. & Kotschy ex Buchenau
- Juncus spectabilis Rendle
- Juncus sphacelatus Decne.
- Juncus sphaerocarpus Nees
- Juncus spumosus Noltie
- Juncus squarrosus L. – sit sztywny
- Juncus stenopetalus Adamson
- Juncus stipulatus Nees & Meyen
- Juncus striatus Schousb. ex E.Mey.
- Juncus stygius L. – sit torfowy
- Juncus subcaudatus (Engelm.) Coville & S.F.Blake
- Juncus subglaucus L.A.S.Johnson
- Juncus subnodulosus Schrank – sit tępokwiatowy
- Juncus subsecundus N.A.Wakef.
- Juncus subtilis E.Mey.
- Juncus subulatus Forssk.
- Juncus subulitepalus Balslev
- Juncus supiniformis Engelm.
- Juncus taonanensis Satake & Kitag.
- Juncus tenageia Ehrh. ex L.f. – sit błotny
- Juncus tenuis Willd. – sit chudy
- Juncus texanus (Engelm.) Coville
- Juncus textilis Buchenau
- Juncus thomasii Ten.
- Juncus thompsonianus L.A.S.Johnson
- Juncus thomsonii Buchenau
- Juncus tiehmii Ertter
- Juncus tingitanus Maire & Weiller
- Juncus tobdeniorum Noltie
- Juncus torreyi Coville
- Juncus trachyphyllus Miyam. & H.Ohba
- Juncus trichophyllus W.W.Sm.
- Juncus trifidus L. – sit skucina
- Juncus triformis Engelm.
- Juncus triglumis L. – sit trójłuskowy
- Juncus trigonocarpus Steud.
- Juncus turkestanicus V.I.Krecz. & Gontsch.
- Juncus tyraicus Novikov
- Juncus uncialis Greene
- Juncus uniflorus W.W.Sm.
- Juncus uruguensis Griseb.
- Juncus usitatus L.A.S.Johnson
- Juncus vaginatus R.Br.
- Juncus validus Coville
- Juncus valvatus Link
- Juncus vaseyi Engelm.
- Juncus venturianus Castillón
- Juncus virens Buchenau
- Juncus wallichianus J.Gay ex Laharpe
- Juncus xiphioides E.Mey.
- Juncus yui S.Y.Bao

Mieszańce międzygatunkowe
- Juncus × alpiniformis Fernald
- Juncus × brueggeri Domin
- Juncus × correctus Steud.
- Juncus × degenianus Boros
- Juncus × diffusus Hoppe
- Juncus × donyanae Fern.-Carv.
- Juncus × fallax Trab.
- Juncus × fulvescens Fernald
- Juncus × gracilescens F.J.Herm. ex Wadmond
- Juncus × inundatus Drejer
- Juncus × langii Erdner
- Juncus × lemieuxii B.Boivin
- Juncus × montellii Vierh.
- Juncus × montserratensis Marcet
- Juncus × murbeckii Sagorski
- Juncus × nodosiformis Fernald
- Juncus × obotritorum Rothm.
- Juncus × oronensis Fernald
- Juncus × stuckeyi Reinking
- Juncus × valbrayi H.Lév.